# ژائو توماس
ژائو توماس (انگلیسی: João Tomás؛ زادهٔ ۲۷ مهٔ ۱۹۷۵) بازیکن سابق فوتبال اهل پرتغال است که در پست مهاجم بازی ‌می‌کرد.
وی همچنین در تیم‌های ملی فوتبال پرتغال B و پرتغال بازی کرده‌است.